# People’s Liberation Army
Ne pas confondre avec l'Armée populaire de libération (armée chinoise)
La People’s Liberation Army est la branche armée du Revolutionary People’s Front, une organisation clandestine indienne. À sa création le 25 septembre 1978, la People’s Liberation Army est maoïste et revendique l'indépendance du Manipur. Aidée d'abord par la Chine, l'organisation posséderait aujourd'hui des camps d'entraînement en Birmanie et au Bangladesh. La People’s Liberation Army est placée sur la liste officielle des organisations terroristes de l'Inde.